# RR Scorpii
Désignations
RR Scorpii (en abrégé RR Sco) est une étoile variable de type Mira de la constellation zodiacale du Scorpion. Sa magnitude apparente varie 5,0 et 14,2 selon une période de 281,45 jours. D'après la mesure de sa parallaxe annuelle par le satellite Gaia, elle est située à environ 282 pc (∼920 al) de la Terre. C'est une géante rouge dont le type spectral a été observé varier entre les classes M6 et M9 et il s'agit également d'un maser astronomique à SiO.